# Leonida Tonelli

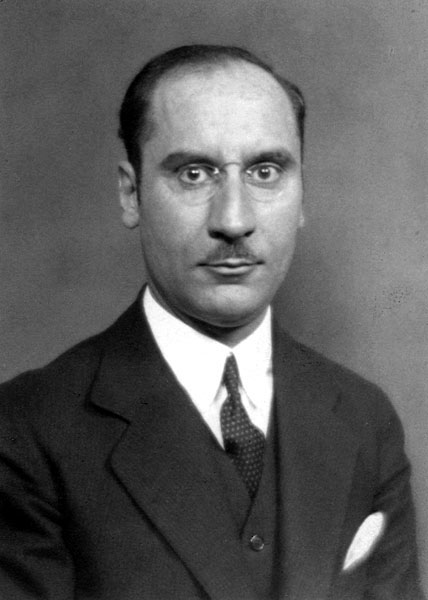

Leonida Tonelli (Gallipoli, 19 april 1885 – Pisa, 12 maart 1946) was een Italiaans wiskundige, die het meest bekend is voor het formuleren van de stelling van Tonelli. Deze stelling wordt meestal als een voorloper van de stelling van Fubini beschouwd.